# Ceva (Italia)
Ceva es una localidad y comune italiana de la provincia de Cuneo, región de Piamonte, con 5884 habitantes.
Fue la capital de un marquesado independiente desde 1125 hasta su anexión en 1535 al Ducado de Saboya.

## Evolución demográfica
| Gráfica de evolución demográfica de Ceva entre 1861 y 2001 |
|                                                            |
| Fuente ISTAT - elaboración gráfica de Wikipedia            |